# 艾哈迈德·哈沙尼
艾哈迈德·哈沙尼（羅馬化：'Ahmad Al-Hashani，1956年10月6日—），突尼斯政治家，2023年8月至2024年8月任突尼西亞總理。

## 早年
哈沙尼毕业于突尼斯大学法学院，后受雇于突尼斯中央银行。

## 政治生涯
2023年8月1日，突尼斯总统凱斯·賽義德任命哈沙尼组建新政府，他接替了当天被解职的娜杰拉·布登。2024年8月7日，艾哈迈德·哈沙尼被解除政府首脑职务，社会事务部长卡迈勒·马杜里接任。